# Pleiochiton parvifolium
Pleiochiton parvifolium är en tvåhjärtbladig växtart som beskrevs av Célestin Alfred Cogniaux. Pleiochiton parvifolium ingår i släktet Pleiochiton och familjen Melastomataceae. Inga underarter finns listade i Catalogue of Life.